# کرم انگلی

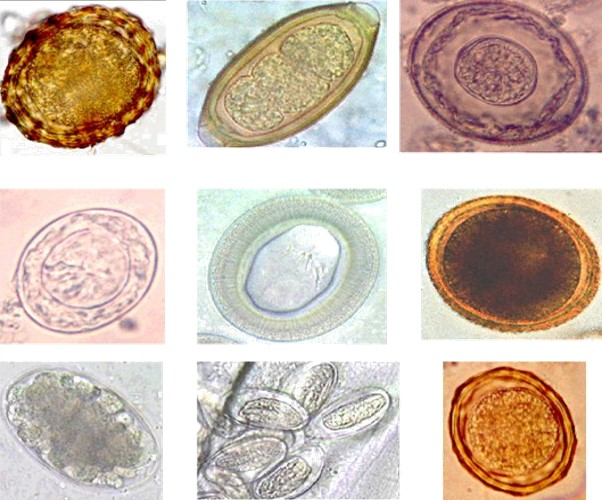
تخم گونه‌های مختلف کرم انگلی

کرم انگلی (به انگلیسی: Parasitic worm) درشت‌انگل‌هایی هستند که معمولاً بالغ آن‌ها با چشم غیرمسلح دیده می‌شود. بسیاری از آن‌ها کرم‌های منتقل‌شده از خاک هستند و دستگاه گوارش را آلوده می‌کنند. کرم‌های انگلی دیگر مانند کپلک خون نیز در رگ‌های خونی سکونت دارند.
بعضی کرم‌های انگلی همانند زالوها و تک‌زادویسان، انگل برون‌زی و گروه دیگر همانند آسکاریس‌ها و کرم‌های کدو نیز انگل درون‌زی هستند.
کرم‌های انگلی در میزبان‌های زنده زندگی و از آن‌ها تغذیه می‌کنند. آنها ضمن ایجاد اختلال در توانایی میزبان خود در جذب مواد مغذی، از تغذیه و محافظت برخوردار می‌شوند. این می‌تواند باعث ضعف و بیماری در میزبان شود. کرم‌های انگلی نمی‌توانند کاملاً درون انسان تولید مثل کنند. آنها یک چرخه زندگی دارند که شامل مراحل مختلفی است که بخشی از آن باید در خارج از بدن انسان انجام شود. کرم‌های انگلی به دلیل توانایی دستکاری در پاسخ ایمنی میزبان با ترشح مواد سرکوب کننده پاسخ ایمنی بدن قادرند سال‌ها در میزبان‌های پستاندار خود زنده بماند. همه کرم‌های انگلی در هنگام تولید مثل تخم تولید می‌کنند. این تخم‌ها دارای پوسته ای محکم هستند که از آنها در برابر طیف وسیعی از شرایط محیطی محافظت می‌کند؛ بنابراین تخم می‌تواند ماه‌ها یا سال‌ها در محیط زنده بماند.
بیشتر کرم‌های انگلی، انگل‌های روده‌ای هستند. عفونتی که توسط آن‌ها رخ می‌دهد به نام عفونت کرمی شناخته می‌شود.

## چرخه زندگی و تولید مثل

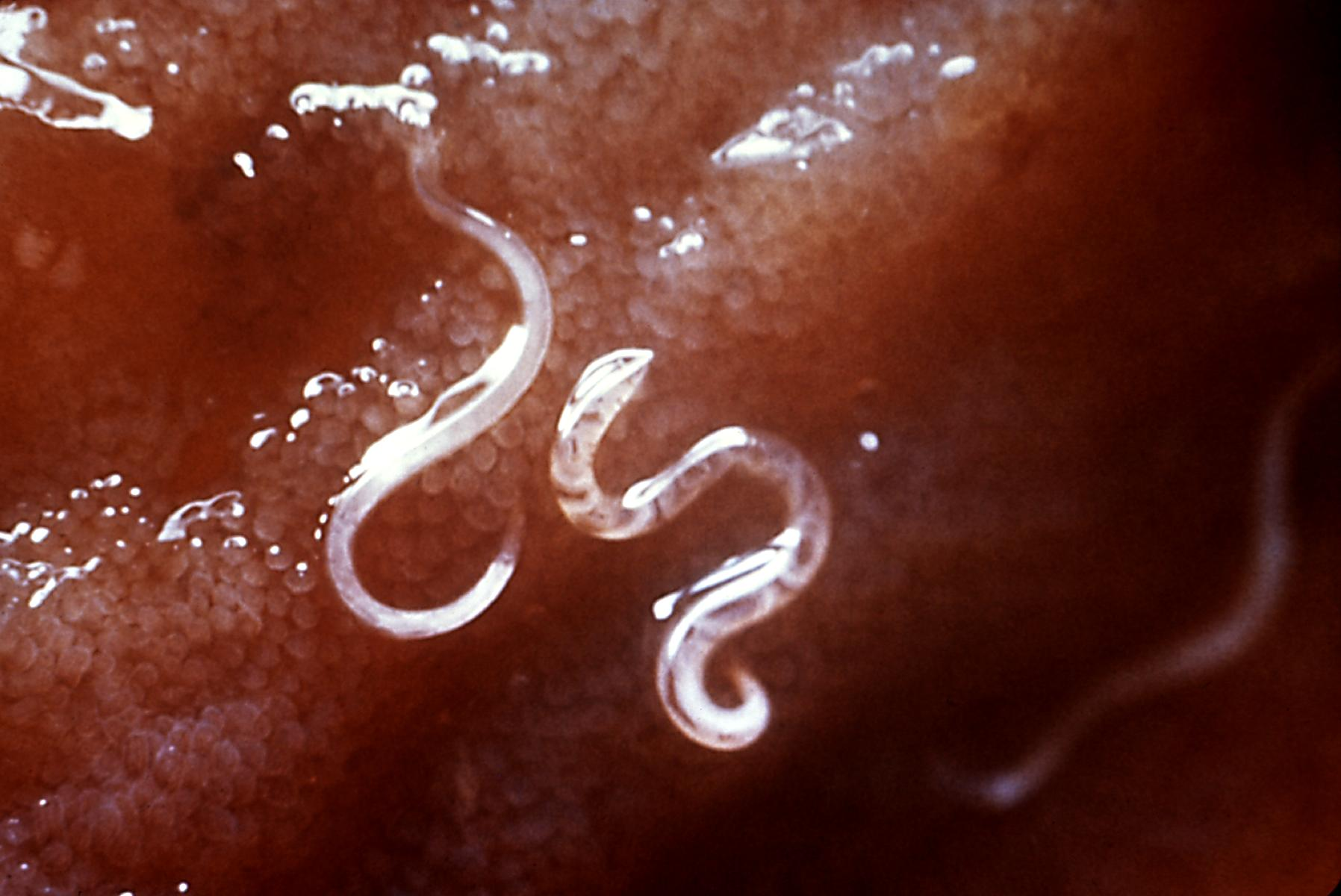
دو کرم قلابدار که به مخاط روده چسبیده‌اند

طول عمر کرم‌های بالغ هر گونه بسیار متفاوت با یک گونه‌های دیگر است اما به‌طور کلی در محدوده ۱ تا ۸ سال است. این عمر چندین ساله نتیجهٔ توانایی آن‌ها در دستکاری پاسخ ایمنی میزبانشان با ترشح محصولات سرکوب کننده پاسخ ایمنی بدن است.
کرم‌های انگلی می‌تواند نرماده همانند کرم‌های ماسه ای و کپلک‌ها (به جز کپلک خون)، یا دارای دو جنس مجزا مانند کرم‌های لوله‌ای باشند. همه کرم‌های انگلی برای تولید مثل تخم تولید می‌کنند.
کرم ماده در فرایندی به نام تخم‌گذاری هر بار هزاران یا حتی صدها هزار تخم می‌گذارد. تعداد تخم‌های تولید شده توسط گونه‌های مختلف کرم در یک زمان بسیار متفاوت و در محدوده ۳٬۰۰۰ تا ۷۰۰٬۰۰۰ متغیر است. لاروها وابسته به نوع گونه درون میزبان یا خارج از آن از تخم‌ها پدید می‌آیند؛ برای تخم‌های موجود در خاک مرطوب، دمای مطلوب و سطح اکسیژن کافی، جنین پس از ۲ تا ۴ هفته به یک لارو عفونی تبدیل می‌شود که «لارو مرحله دوم» نام می‌گیرد. این لارو پس از مصرف توسط یک میزبان، در روده کوچک از تخم خارج شده و به اندامهای مختلف مهاجرت می‌کند. این لاروهای عفونی (یا «تخم‌های عفونی») ممکن است دو سال یا بیشتر در خاک زنده بمانند. روند بلوغ لارو در میزبان بسته به نوع کرم می‌تواند از حدود دو هفته تا چهار ماه طول بکشد و پس از آن کرم آمادهٔ تولید مثل می‌شود.

## تشخیص
عفونت کرمی را می‌توان از طریق معاینه میکروسکوپی تخم‌های آنان که در نمونه‌های مدفوع یافت می‌شوند شناسایی کرد. تعداد تخم‌ها در واحد «تخم در هر گرم» اندازه‌گیری می‌شود. با این حال، این روش عفونت‌های مختلط را تعیین نمی‌کند، و در عمل برای تعیین کمیت تخم‌های کپلک‌های خون و کرم انگلی منتقل‌شده از خاک نامناسب است. آزمایش‌های پیشرفته مانند سنجش‌های سرولوژیکی، آزمایش‌های آنتی‌ژن و تشخیص مولکولی نیز موجود است؛ هرچند آن‌ها زمان‌بر و گران هستند و همیشه قابل اعتماد نیستند.